# A Birmingham bandája epizódjainak listája
A Birmingham bandája (eredeti cím: Peaky Blinders) brit történelmi bűnügyi drámasorozat, melyet Steven Knight alkotott meg.
A sorozat középpontjában a Shelby családból álló bűnszervezet áll, melynek tagjai az első világháború után az angliai Birmingham városában tevékenykednek.
2019. szeptember 22-éig öt évad, összesen harminc epizód készült a sorozatból. Eredetileg a BBC készítette el és sugározta, majd a Netflix vette át a sorozatot.

## Évadáttekintés
| Évad | Évad | Epizódok | Eredeti sugárzás     | Eredeti sugárzás     | Eredeti sugárzás | Magyar sugárzás   | Magyar sugárzás   | Magyar sugárzás |
| Évad | Évad | Epizódok | Évadpremier          | Évadfinálé           | Eredeti adó      | Évadpremier       | Évadfinálé        | Magyar adó      |
| ---- | ---- | -------- | -------------------- | -------------------- | ---------------- | ----------------- | ----------------- | --------------- |
|      | 1.   | 6        | 2013. szeptember 12. | 2013. október 11.    | BBC Two          | 2019. október 11. | 2019. október 11. |                 |
|      | 2.   | 6        | 2014. október 2.     | 2014. november 6.    | BBC Two          | 2019. október 11. | 2019. október 11. |                 |
|      | 3.   | 6        | 2016. május 5.       | 2016. június 9.      | BBC Two          | 2019. október 11. | 2019. október 11. |                 |
|      | 4.   | 6        | 2017. november 15.   | 2017. december 20.   | BBC Two          | 2019. október 11. | 2019. október 11. |                 |
|      | 5.   | 6        | 2019. augusztus 25.  | 2019. szeptember 22. | BBC One          | 2019. október 11. | 2019. október 11. |                 |
|      | 6.   | 6        | 2022. február 27.    | 2022. április 3.     | BBC One          | 2022. június 10.  | 2022. június 10.  |                 |

## Epizódok

### 1. évad (2013)
| Sor. | Év. | Cím                   | Rendező       | Író                            | Premier                                |
| --- | --- | --------------------- | ------------- | ------------------------------ | -------------------------------------- |
| 1. | 1.  | 1. epizód (Episode 1) | Otto Bathurst | Steven Knight                  | 2013. szeptember 12. 2019. október 11. |
| 1919-ben, a Nagy Háború befejeződése után a birminghami Peaky Blinders banda, Thomas "Tommy" Shelby vezetésével ellop egy fegyverszállítmányt a helyi hadiüzemből. Winston Churchill a korábban Belfastban dolgozó Campbell felügyelőt küldi a városba a szállítmány visszaszerzésének feladatával. Campbell kideríti, hogy Tommy kitüntetett törzsőrmester volt a háborúban. Polly néni, a Shelbyk nagynénje a fegyverek visszaszolgáltatására ösztönzi a bandatagokat, de Tommy inkább előnyt akar kovácsolni a birtoklásukból. Bátyja, Arthur ellenzi Tommy részvételét a helyi lóverseny megbundázásában, attól tartva, hogy ezzel összetűzésbe kerülnek a versenyeket felügyelő Billy Kimberrel. Campbell és emberei elfogják és kivallatják Arthurt, majd arra kényszerítik, hogy bandájával közösen segítse a karhatalom embereit a fegyverek megtalálásában. Tommy húga, Ada titokban Freddie Thorne kommunistával találkozgat. A Peaky Blinders egyik bárjában egy új pultosnő, Grace kezd el dolgozni, aki valójában Campbell beépített ügynöke. Tommy barátja és háborús bajtársa, a poszttraumás stressz zavarban szenvedő Danny rohamot kap és megöl egy olasz üzlettulajdonost. Az olasz bűnbandával való háborúskodás elkerülése érdekében Tommy elvállalja a férfi kivégzését: az olaszok előtt főbe lövi, de valójában csak megrendezte a gyilkosságot és Dannyt Londonba küldi egy különleges megbízatással.                                                        |     |                       |               |                                |                                        |
| 2. | 2.  | 2. epizód (Episode 2) | Otto Bathurst | Steven Knight                  | 2013. szeptember 19. 2019. október 11. |
| Tommy, Arthur és öccsük, John egy versenyló megtekintése céljából találkozik a Lee családdal. A Lee-k néhány tagja sértegetni kezdi a Peaky Blinders tagjait, verekedés tör ki és Tommy később halálos fenyegetésképpen egy töltényt kap, melyre a nevét vésték. Campbell speciális alakulataival razziát tart, szocialistákra és az ellopott fegyverekre vadászva, illetve célba véve a Shelbyk üzleteit is. Freddie és Ada el tud menekülni, de Freddie-nek el kell hagynia a várost. Bosszúból Tommy demonstrációt szervez a király fényképeinek elégetésével és egy riporterrel megíratja a történetet, ami rossz fényben tünteti fel Campbellt Churchill előtt. Tommy találkozik a felügyelővel és ultimátumot ad neki: ha békén hagyja a Peaky Blinders tagjait, akkor visszaszolgáltatja a fegyvereket. Ha azonban akadályozza őket, akkor a fegyvereket egyenesen az Ír Köztársasági Hadseregnek továbbítja, tönkretéve Campbell belfasti munkáját. Campbell látszólag beleegyezik a feltételekbe, de ezután arra utasítja Grace-t, kerüljön közel Tommyhoz és találja meg a fegyvereket. Polly rájön, hogy Ada terhes és ezt elmondja Tommynak, aki Freddy megölésével fenyegetőzik. Később mégis azt mondja Freddie-nek, hogy Adával együtt hagyja el a várost. Freddie ehelyett a maradás mellett dönt és megkéri a lány kezét. A dühödt Billy Kimber és emberei felkeresik a Shelbyket, de Tommy meggyőzi őket, hogy egyesítsék erejüket közös ellenségük, a Lee-k ellen. |     |                       |               |                                |                                        |
| 3. | 3.  | 3. epizód (Episode 3) | Otto Bathurst | Steven Knight                  | 2013. szeptember 26. 2019. október 11. |
| Adya és Freddie összeházasodnak, majd pénzt kapnak Pollytól az újrakezdéshez. Bár Tommy igyekszik titokban tartani a fegyverek létezését, egyre több ember tud róluk és két IRA-tag is felkeresi őt. Grace meghallja, amikor zsarolni próbálják Tommyt, egyiküket követni kezdi, de a férfi rátámad. Grace önvédelemből lelövi az IRA-tagot. Tommy figyelmezteti Kimbert, hogy Lee emberei ismét ki fogják rabolni Kimber bukmékereit a lóversenyen. A cheltenhami eseményre Tommy magával viszi kísérőjeként Grace-t – Kimber beleegyezik a Blinders-tagok felbérlésébe, mint biztonsági személyzet (illetve részesedést ad a versenyek bevételéből), de cserébe kettesben akar maradni Grace-szel. Tommy elfogadja a feltételt, az utolsó pillanatban mégis megszakítja a légyottot, azzal az indokkal, hogy Grace valójában nemi beteg prostituált. Freddie úgy dönt, Tommy fenyegetőzése ellenére visszatér a városba. |     |                       |               |                                |                                        |
| 4. | 4.  | 4. epizód (Episode 4) | Tom Harper    | Steven Knight, Stephen Russell | 2013. október 3. 2019. október 11.     |
| Tommy beszerez egy fogadással kapcsolatos engedélyt, törvényessé téve az üzletet. Bár gyanakodni kezd rá, felfogadja Grace-t a titkárnőjének. John összehívja a családot és elmondja, hogy négy gyermekének anya kell, ezért feleségül akarja venni Lizzie-t, a helyi (ex)prostituáltat. Tommy ellenzi a házasságot, mert szerinte a nő még mindig nem hagyta abba szakmáját. A Lee-k bosszúból kirabolják a Shelbyk fogadóirodáját. Tommy fegyverszünetet köt velük Billy Kimberrel szemben és a szövetség megszilárdítása érdekében Johnnal elveteti az egyik Lee-lányt, Esmét. Ada is részt vesz az esküvőn, ám nem sokkal később beindul nála a szülés. Freddie újszülött gyermekéhez siet, azonban letartóztatják. |     |                       |               |                                |                                        |
| 5. | 5.  | 5. epizód (Episode 5) | Tom Harper    | Steven Knight, Toby Finlay     | 2013. október 10. 2019. október 11.    |
| Abban a hitben, hogy Tommy árulta el Freddie-t, Ada nem hajlandó találkozni vagy beszélni a családtagjaival. Bár egy évtizeddel korábban elhagyta őket, Arthur Sr. családfő (Tommy Flanagan) visszatér a városba. Tommy nem akar tőle semmit, de bátyja, Arthur hisz apjuk megváltozásában és anyagilag segíteni szeretné őt állítólagos tervében, egy amerikai vállalkozás megnyitásában. Arthur Sr. azonban a pénz birtokában faképnél hagyja fiát és amikor az kérdőre vonja, közli, hogy becsapta őt és a Shelby család tartozott neki ennyivel. Egy IRA-tag kérdezősködni kezd a Grace által megölt társával kapcsolatban. Két újabb tag bukkan fel, velük Tommy és Grace közös erővel végez. A Tommyba szerelmes Grace hajlandó megadni Campbellnek a fegyverek tartózkodási helyét, de cserébe azt kéri, a felügyelő hagyja békén a Shelby családot. A fegyvereket (egy kivételével) Danny sírjában találják meg, Grace ezután kilép a Korona kötelékéből és visszautasítja Campbell házassági ajánlatát. |     |                       |               |                                |                                        |
| 6. | 6.  | 6. epizód (Episode 6) | Tom Harper    | Steven Knight                  | 2013. október 17. 2019. október 11.    |
| Campbell tudomást szerez arról, hogy Grace Tommyval töltötte az éjszakát. Ennek ellenére szorgalmazza Churchillnél, hogy a lány kapjon valamilyen jutalmat a szolgálataiért. Polly találkozik Grace-szel és elmondja neki, tud a lány titkáról és sosem bocsátja meg neki az árulást. Danny vezetésével a Peaky Blinders tagjai kiszabadítják Freddie-t a börtönből. Tommy összehívja bandáját, valamint a Lee-ket és Kimber megtámadására készül, de ő erről már tudomást szerzett és fegyveres embereivel, többszörös túlerőben kérdőre vonja őket. Ada a szemben álló felek közé ugrik, megpróbálva békét teremteni. Kimber elsüti fegyverét, megsebezve Tommyt és megölve Dannyt. Tommy válaszképpen főbe lövi a bandavezért. Később találkozik Grace-szel, aki bevallja neki, hogy szereti őt és pár napra Londonba megy. Tommy levelet ír és egy érme feldobásával dönti el, vele tartson-e. Mindeközben Campbell a vasútállomáson fegyvert szegez Grace-re, ezután egy lövés hallatszik. |     |                       |               |                                |                                        |

### 2. évad (2014)
| Sor. | Év. | Cím                   | Rendező       | Író           | Premier                             |
| --- | --- | --------------------- | ------------- | ------------- | ----------------------------------- |
| 1. | 1.  | 1. epizód (Episode 1) | Colm McCarthy | Steven Knight | 2014. október 2. 2019. október 11.  |
| Grace lelövi és sorsára hagyja Campbellt. Két évvel később a Shelbyk által irányított Garrison nevű kocsma leég, miközben a család a járványban elhunyt Freddie Thorne temetésén vesz részt. Tommy megpróbálja hazacsábítani Adát, mert Londonban tervezi a banda terjeszkedését. Találkozik két IRA-taggal és a megbízásukból végrehajt egy gyilkosságot. Tudomására jut, hogy Campbell – immár őrmesterként – visszatért Birminghambe. A Shelbyk gyűlést tartanak a bukméker-üzletük kiterjesztésével kapcsolatban, ám Pollynak és Esmének fenntartásai vannak. Ennek ellenére Tommy, Arthur és John beleveti magát a londoni éjszakába és verekedést provokálnak Darby Sabini olasz maffiavezér klubjában. Polly titokban egy médiumhoz fordul, információt próbálva szerezni a tőle évekkel korábban elvett és később örökbe adott gyermekeiről, Esme rájön a titkára, de megfogadja, hogy megőrzi azt. Tommy titkárnői állást ad Lizzie-nek. Megtorlásképpen a klubban történtekért Sabini emberei elrabolják és megpróbálják megerőszakolni Adát, és Tommyt is kis híján halálra verik. Campbell őrmester közbelép, mielőtt az olaszok végezhetnének Tommyval. Az őrmester ugyanis korábban megállapodott Churchill-lel arról, hogy Tommy még hasznos lehet számukra. |     |                       |               |               |                                     |
| 2. | 2.  | 2. epizód (Episode 2) | Colm McCarthy | Steven Knight | 2014. október 9. 2019. október 11.  |
| Campbell őrmester meglátogatja Tommyt a kórházban és megfenyegeti: tud ugyanis az IRÁ-nak végrehajtott merényletéről, mivel egy ideje már figyeltette a férfit. Tommy megszökik a kórházból és titokban Londonba megy. Itt találkozik Alfie Solomonsszal (Tom Hardy), a Camden Townban tevékenykedő könyörtelen zsidó bandavezérrel, akit nehezen tud meggyőzni a Sabini elleni szövetség megkötéséről. Tommy megkeresi Adát és pénzmosás céljából egy házat vesz neki, ahogyan Pollynak is. Tudomást szerezve Polly tervéről, nagynénjének azt is kinyomozza, hogy lánya már meghalt, de fiát sikerül megtalálnia. A törvény miatt azonban a fiú tizennyolc éves koráig várniuk kell, mielőtt felkeresnék őt. Arthur háborús lelki traumái egy súlyosabbá válnak és hallucinálni kezd, ennek következtében egy bokszedzésen halálra veri ellenfelét, egy fiatal fiút. Tüneteit kokainozással próbálja enyhíteni. A Garrison újranyitását követően Polly fia, Michael megjelenik anyja házánál. |     |                       |               |               |                                     |
| 3. | 3.  | 3. epizód (Episode 3) | Colm McCarthy | Steven Knight | 2014. október 16. 2019. október 11. |
| A Shelbyk felbérelnek egy Digbeth kölyök becenévre hallgató, westernfilm-rajongó helyi fiút. Feladata, hogy bűnbakként letartóztassák tiltott szerencsejátékért, javítva a helyi rendőrség statisztikáit. A börtönben Sabini emberei a területükre betörő Peaky Blinders elleni bosszúként meggyilkolják a fiút. Polly és Michael igyekszik bepótolni a kimaradt éveket és megismerni egymást. Tommy és John találkozik Billy Kitchennel, egyik háborús bajtársukkal és embereivel együtt megbízzák azzal a feladattal, hogy dolgozzanak Alfie Solomonsnak. Arthurt az általa megölt fiú anyja fegyverrel fenyegeti. Tommy elárulja Campbell őrmesternek, hogy rendőrei tréfából egy közismert madám házában szállásolták el. A Shelby-fivérek és Micheal egy lovas aukcióra mennek lóvásárlás céljából és itt megismerkednek a lóidomár May Carletonnal. |     |                       |               |               |                                     |
| 4. | 4.  | 4. epizód (Episode 4) | Colm McCarthy | Steven Knight | 2014. október 23. 2019. október 11. |
| Tommy találkozik ír megbízóival és megtudja, hogy Campbell és a Korona fedezi őket. Újabb merénylettel bízzák meg Tommyt, de ő visszautasítja őket. Arthur és társai megtámadják Sabini egyik klubját. Michael munkát kér Tommytól, aki felbéreli Carletont versenylova idomítására és azt tervezi, hogy whiskyt csempészik a szesztilalom alatt álló amerikai kontinensre. Arthur kokainproblémája kezd irányíthatatlanná válni, öccse felszólítja, hogy szedje össze magát. Tommy meglátogatja Adát, aki bérlőt fogadott a homoszexuális művész, James (Josh O’Connor) személyében. Alfie Solomons és Darby Sabini találkozót szervez és rendezik nézeteltéréseiket. Michael és új barátja, Isaiah (a színes bőrű prédikátor és Peaky Blinders-tag Jeremiah Jesus fia) inni megy egy kocsmába, de verekedésbe keverednek, miután beléjük kötnek, mert a fekete Isaiaht nem szívesen látják ott. A Garrisonba visszatérve beszámolnak a történtekről társaiknak: John és Arthur, értesülve a Shelby név meggyalázásáról, bosszúból felgyújtják a kocsmát. Tommy felhívja a Londonban tartózkodó Grace-t, de szó nélkül lerakja a kagylót, amikor egy férfi szól bele. |     |                       |               |               |                                     |
| 5. | 5.  | 5. epizód (Episode 5) | Colm McCarthy | Steven Knight | 2014. október 30. 2019. október 11. |
| Alfie Solomons egy széder keretén belül meghívja Arthurt és annak néhány emberét. Az áruló Solomons megöleti őket, és börtönbe záratja Arthurt. Campbell őrmester Michaelt is letartóztatja. Sabini és a Peaky Blinders által csúnyán eltorzított arcú embere, Mario visszaveszi az Eden Club irányítását. Tommy nehéz helyzetbe kerül, főleg Billy Kitchen halálával, mert így korábbi szövetségeseire sem számíthat már. Szerelmi élete sem egyszerű, mivel szenvedélyes randevúra hívja Grace-t, ugyanakkor Mayjel is találkozgat, aki bevallotta neki iránta érzett szerelmét. Grace-től megtudja, hogy férjével azért érkezett Londonba, hogy részt vegyenek egy meddőségi vizsgálaton. Michael szabadságáért Campbell szexre kényszeríti Pollyt. Tommy megkísérel véget vetni románcának Mayjel, de ugyanakkor üzleti kapcsolatban is maradni a lóidomár nővel. |     |                       |               |               |                                     |
| 6. | 6.  | 6. epizód (Episode 6) | Colm McCarthy | Steven Knight | 2014. november 6. 2019. október 11. |
| A legrosszabbra felkészülve Tommy rendezi minden függőben lévő ügyét. Alfie Solomons kiengedi Arthurt a börtönből. A derby napján Tommy összehívja a bandatagokat és küldetéssel bízza meg őket. Egyetlen fegyver elsütése nélkül összeszedik és elégetik Sabini bukmékereinek engedélyeit. Tommy összefut Grace-szel: a lány közli vele, hogy terhes, de Tommy csak a verseny után hajlandó beszélni vele. Ezután Tommy megöli a számára az IRA által kijelölt célszemélyt, Lizzie segítségével. Campbell emberei., az Ulsteri Önkéntes Erő tagjai megérkeznek Észak-Írországból, elrabolják Tommyt és egy mezőre viszik kivégezni. Polly eközben találkozik Campbellel és bosszúból végez vele. Egyik elrablója (akit Churchill bérelt fel) végez társaival és szabadon engedi Tommyt, emlékeztetve, hogy Churchill a jövőben felveszi majd vele a kapcsolatot. Michael úgy dönt, ki akarja venni a részét a családi üzletből. |     |                       |               |               |                                     |

### 3. évad (2016)
| Sor. | Év. | Cím                   | Rendező      | Író           | Premier                           |
| --- | --- | --------------------- | ------------ | ------------- | --------------------------------- |
| 13. | 1.  | 1. epizód (Episode 1) | Tim Mielants | Steven Knight | 2016. május 5. 2019. október 11.  |
| Egy új üzleti partner titkos tranzakciót szervez Tommy esküvőjének napjára. Arthur istenfélő asszonyra talál, Polly pedig találkozik egy vonzó férfival.           |     |                       |              |               |                                   |
| 14. | 2.  | 2. epizód (Episode 2) | Tim Mielants | Steven Knight | 2016. május 12. 2019. október 11. |
| Egy meggondolatlan fenyegetés háborút robbant ki. Tommy szokatlan jövedelemhez jut, de főnökei mindent megtesznek, hogy a markukban tartsák. Polly portrét rendel. |     |                       |              |               |                                   |
| 15. | 3.  | 3. epizód (Episode 3) | Tim Mielants | Steven Knight | 2016. május 19. 2019. október 11. |
| Tommy Walesbe utazik. Feloldozást keres, de árulót talál a Gazdasági Ligában. Michael rákap a lőfegyverekre. Arthur jó híreket kap.                                |     |                       |              |               |                                   |
| 16. | 4.  | 4. epizód (Episode 4) | Tim Mielants | Steven Knight | 2016. május 26. 2019. október 11. |
| Polly gyónni megy, és ezzel olyan lavinát indít el, ami fényt derít a Shelbyknek állított csapdára. Tommy ki akar szállni a piszkos üzletből.                      |     |                       |              |               |                                   |
| 17. | 5.  | 5. epizód (Episode 5) | Tim Mielants | Steven Knight | 2016. június 2. 2019. október 11. |
| Tommy rájön, hogy az oroszok túljárnak az eszén, ezért segítséget kér egy régi üzlettársától. Polly új barátsága már nemcsak barátság.                             |     |                       |              |               |                                   |
| 18. | 6.  | 6. epizód (Episode 6) | Tim Mielants | Steven Knight | 2016. június 9. 2019. október 11. |
| Miközben Tommy karrierjének leghajmeresztőbb bűntettére készül, egy váratlan csapás rákényszeríti, hogy szembenézzen félelmeivel. De az óra közben már ketyeg.     |     |                       |              |               |                                   |

### 4. évad (2017)
| Sor. | Év. | Cím                     | Rendező       | Író           | Premier                              |
| --- | --- | ----------------------- | ------------- | ------------- | ------------------------------------ |
| 19. | 1.  | A csapda (The Noose)    | David Caffrey | Steven Knight | 2017. november 15. 2019. október 11. |
| 1925 karácsonyán a kettészakadt Shelby család tagjai megtudják, hogy a New York-i maffia bosszút akar állni az egy évvel korábban elkövetett gyilkosságokért.             |     |                         |               |               |                                      |
| 20. | 2.  | Hitetlenek (Heathens)   | David Caffrey | Steven Knight | 2017. november 22. 2019. október 11. |
| Az őket ért veszteségtől megrendült Shelby család összegyűlik Small Heathben, ahol Tommy családi fegyverszünetet szeretne kötni, hogy támadást indítsanak a maffia ellen. |     |                         |               |               |                                      |
| 21. | 3.  | Fekete rigó (Blackbird) | David Caffrey | Steven Knight | 2017. november 29. 2019. október 11. |
| Linda megpróbálja elterelni Arthur figyelmét, akit később csapdába csalnak. Tommyt emlékeztetik, ki volt a háború előtt. Polly találkozik egy férfival a múltjából.       |     |                         |               |               |                                      |
| 22. | 4.  | Veszély (Dangerous)     | David Caffrey | Steven Knight | 2017. december 6. 2019. október 11.  |
| A maffia megpróbálja csapdába csalni a Shelby család egyik tagját. Tommyt meglátogatja egy régi szerelme. Lizzie váratlan híreket kap.                                    |     |                         |               |               |                                      |
| 23. | 5.  | A párbaj (The Duel)     | David Caffrey | Steven Knight | 2017. december 13. 2019. október 11. |
| Tommy lövöldözést kezdeményez a maffiával, annak ellenére, hogy ők vannak többen. Luca Changretta megkörnyékezi Alfie Solomonst. Egy brit katona Adát keresi.             |     |                         |               |               |                                      |
| 24. | 6.  | A cég (The Company)     | David Caffrey | Steven Knight | 2017. december 20. 2019. október 11. |
| A bokszmeccs közben Arthur a megérzéseire hagyatkozik. Tommy Alfie Solomons bölcs szavaira hallgat, és értékes információt kap Jessie-től.                                |     |                         |               |               |                                      |

### 5. évad (2019)
| Sor. | Év. | Cím                         | Rendező       | Író           | Premier                                |
| --- | --- | --------------------------- | ------------- | ------------- | -------------------------------------- |
| 25. | 1.  | Fekete kedd (Black Tuesday) | Anthony Byrne | Steven Knight | 2018. augusztus 25. 2019. október 11.  |
| Az Egyesült Államokból érkező megrázó hírek hallatán a Shelbyk sürgős tanácskozást hívnak össze. Ada valamit titkol. Tommyt kísérti a múlt egy újságíró képében.     |     |                             |               |               |                                        |
| 26. | 2.  | Fekete macskák (Black Cats) | Anthony Byrne | Steven Knight | 2018. augusztus 26. 2019. október 11.  |
| A névtelen üzenetek ijesztő fordulatot vesznek. Michael hűségét megkérdőjelezik. Tommy kap egy ajánlatot Oswald Mosleytól.                                           |     |                             |               |               |                                        |
| 27. | 3.  | Stratégia (Strategy)        | Anthony Byrne | Steven Knight | 2018. szeptember 1. 2019. október 11.  |
| Aberama Glasgowba megy, hogy bosszút álljon. Mosley zsarolja Tommyt, aki úgy dönt, inkább ellene fordítja az eseményeket. Arthur kétségbeesetten keresi Lindát.      |     |                             |               |               |                                        |
| 28. | 4.  | A hurok (The Loop)          | Anthony Byrne | Steven Knight | 2018. szeptember 8. 2019. október 11.  |
| Tommy fegyverszünetet hirdet és hajlandó találkozni Jimmy McCavernnel. Jövedelmező üzleti lehetőség adódik. Aberamának a szerelmet a bosszú elé kell helyeznie.      |     |                             |               |               |                                        |
| 29. | 5.  | A sokk (The Shock)          | Anthony Byrne | Steven Knight | 2018. szeptember 15. 2019. október 11. |
| Mosley beszédet mond a partin. Ben Younger nem számolt vele, mi minden következhet abból, ha kiderül, Tommy a fasiszták után kémkedik. Tommy meglátogat egy beteget. |     |                             |               |               |                                        |
| 30. | 6.  | Mr. Jones (Mr Jones)        | Anthony Byrne | Steven Knight | 2018. szeptember 22. 2019. október 11. |
| Egy családi megbeszélésen Michael merész javaslattal áll elő. Rájönnek, ki a tégla. Tommy egy régi riválistól kér segítséget Mosley ellen.                           |     |                             |               |               |                                        |

### 6. évad (2022)
| Sor. | Év. | Cím                                    | Rendező       | Író           | Premier                            |
| --- | --- | -------------------------------------- | ------------- | ------------- | ---------------------------------- |
| 31. | 1.  | Fekete nap (Black Day)                 | Anthony Byrne | Steven Knight | 2022. február 27. 2022. június 10. |
| A Shelby család egyik tagjának az élete árán meghiúsul egy gyilkossági kísérlet Mosley ellen. Négy évvel később a szesztilalom közelgő vége Tommyt Észak-Amerikába viszi. |     |                                        |               |               |                                    |
| 32. | 2.  | Fekete ing (Black Shirt)               | Anthony Byrne | Steven Knight | 2022. március 6. 2022. június 10.  |
| Hazaérkezése után Tommy a legvalószínűtlenebb emberekkel köt szövetséget, hogy vonzóbbá tegye a Jack Nelsonnak tett ajánlatát. A kis Ruby aggasztó kijelentést tesz.      |     |                                        |               |               |                                    |
| 33. | 3.  | Arany (Gold)                           | Anthony Byrne | Steven Knight | 2022. március 13. 2022. június 10. |
| Tommy siet, hogy megtalálja Esmét. Eközben Ada bemutatja Jack Nelsont Mosley-nak és Dianának. Arthur találkozik egy egykori függővel, aki megérti a küzdelmét.            |     |                                        |               |               |                                    |
| 34. | 4.  | Zafír (Sapphire)                       | Anthony Byrne | Steven Knight | 2022. március 20. 2022. június 10. |
| Az újabb veszteségtől sújtott Tommy elindul bosszút állni. A fasizmus közelről fenyegeti Adát. Sürgős üzenet érkezik a tuberkulózis klinikáról.                           |     |                                        |               |               |                                    |
| 35. | 5.  | A pokolba vezető út (The Road to Hell) | Anthony Byrne | Steven Knight | 2022. március 27. 2022. június 10. |
| Tommy egyezséget köt Lindával. A Shelbyék között megbúvó besúgó új küldetést kap. Diana beleegyezik, hogy szívességet tegyen Tommynak egy feltétellel.                    |     |                                        |               |               |                                    |
| 36. | 6.  | Zár és kulcs (Lock and Key)            | Anthony Byrne | Steven Knight | 2022. április 3. 2022. június 10.  |
| A besúgó megtudja, mikor és hol lesz Arthur egyedül. A börtönből frissen szabadult Michael nekifog a küldetésének. Finn Shelbyék iránti hűségét próbára teszik.           |     |                                        |               |               |                                    |

## Fordítás
- Ez a szócikk részben vagy egészben  a   List of Peaky Blinders episodes című angol Wikipédia-szócikk fordításán alapul.  Az eredeti cikk szerkesztőit annak laptörténete sorolja fel. Ez a jelzés csupán a megfogalmazás eredetét és a szerzői jogokat jelzi, nem szolgál a cikkben szereplő információk forrásmegjelöléseként.